# New Theatres
The New Theatres Limited war eine indische Filmgesellschaft. Während ihrer Existenz von 1931 bis 1955 produzierte sie etwa 150 Filme. Sie war die wichtigste bengalische Filmproduktionsstätte und gehörte zu den führenden Filmgesellschaften des indischen Films vor der Unabhängigkeit Indiens.

## Geschichte
Der Firmeneigentümer und Produzent Birendra Nath Sircar hatte bereits im Jahr zuvor mit Charu Roy und Prafulla Roy die Gesellschaft International Filmcraft gegründet. Nach nur zwei Stummfilmen ließ er ein Tonfilmstudio errichten und mit einem Tanar-Tonaufnahmesystem ausstatten. Mit der Eröffnung des Studios im südkolkataer Stadtteil Tollygunge am 10. Februar 1931 wurde die Gesellschaft in „The New Theatres“ umbenannt. Sircar hatte es sich zum Ziel gesetzt, nach dem Vorbild von Madan Theatres literarische Werke in adäquater Weise auf der Leinwand umzusetzen. Diese Idee und die fortschrittliche Ausrüstung des Studios zog zahlreiche bengalische Filmschaffende an. Zu New Theatres kamen von der Gesellschaft Indian Kinema die Regisseure Premankur Atorthy und Nitin Bose sowie die Schauspieler Durgadas Bannerjee, Amar Mullick und Jiban Ganguly, von Barua Pictures Pramathesh Chandra Barua, Debaki Bose und Sushil Majumdar und von British Dominion Films Dhiren Ganguly. In den Nebengewerken beschäftigte das Studio unter anderem den Autoren Sailajananda Mukherjee, die Komponisten Rai Chand Boral, Pankaj Mullick und Timir Baran, den blinden Sänger Krishna Chandra Dey, sowie den Toningenieur Mukul Bose.
Der erste Film von New Theatres war Dena Paona (1931) nach Sharatchandra Chattopadhyays gleichnamigem Roman unter der Regie von Atorthy. Nach einigen mäßig erfolgreichen Filmen kam der Durchbruch mit Debaki Boses Chandidas (1932), einem Heiligen-Film nach Aparesh Chandra Mukherjees Bühnenstück aus dem Jahr 1926. Im selben Jahr erschien Natir Puja, für den Rabindranath Thakur als Regisseur geführt wird. Dabei handelt es sich jedoch um eine abgefilmte Theateraufführung des Stückes im New Empire Theater in Kolkata zu Ehren des 70. Geburtstages des Autors, bei der Nitin Bose die Bild- und sein Bruder Mukul Bose für die Tonaufnahme zuständig waren. Ab 1933 produzierte New Theatres seine Filme meist in zwei Sprachversionen, einer in Bengalisch und einer in Hindi für den nord- und westindischen Markt. Für viele Nur-Hindi-Filme war Hemchandra Chunder verantwortlich. Während Debaki Bose und Premankur Atorthy ab Mitte der 1930er Jahre häufig bei anderen Filmgesellschaften arbeiteten, drehten Nitin Bose und P.C. Barua die bekanntesten Produktionen der Gesellschaft, darunter Devdas (1935/36), Mukti (1937) und President (1937). Nitin Bose war 1935 bei New Theatres auch Regisseur von Dhoop Chhaon/Bhagya Chakra, dem ersten indischen Film, der die Technik des Playbackgesangs nutzte. Bekannte Stars wurden bei New Theatres die Schauspieler-Sänger Kundan Lal Saigal, Kanan Devi und Pahadi Sanyal. Außer Saigal traten auch die Hindi-Film-Darsteller Prithviraj Kapoor und Durga Khote mehrfach in Hindi-Versionen von New-Theatres-Filmen auf.
Anfang der 1940er Jahre stieg die Bedeutsamkeit des west- und südindischen Marktes und New Theatres geriet in finanzielle Schwierigkeiten, da die Gesellschaft keine eigene Vertriebsstruktur aufgebaut hatte, sondern von professionellen Filmvertrieben abhing. Zudem verließen Nitin und Mukul Bose 1941 die Gesellschaft. Neue Talente, die bereits in untergeordneter Position bei New Theatres tätig waren, wurden von B. N. Sircar gefördert: 1938 hatte Phani Majumdar, zuvor Assistent von P. C. Barua, mit Street Singer/Saathi sein Regiedebüt; 1944 debütierte Nitin Boses Kameraassistent Bimal Roy mit Udayer Pathey; ab 1947 führte Kartick Chattopadhyay Regie.
1955 wurde New Theatres geschlossen. Die Studios in Tollygunge fungieren bis heute gelegentlich als Produktionsstätte anderer bengalischer Filmgesellschaften, obwohl die veraltete Ausstattung nicht mehr für eine Filmproduktion geeignet ist.

## Filme (Auswahl)
B=Bengalisch, H=Hindi, U=Urdu

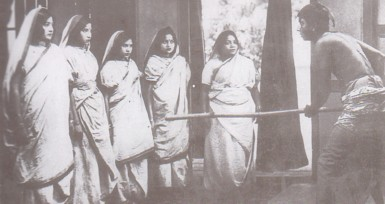
Szene aus Dena Paona (1931)

| - 1931: Dena Paona (B) - 1932: Chandidas (B) - 1932: Chirakumar Sabha (B) - 1932: Natir Puja (B) - 1933: Kapal Kundala (B) - 1933: Meerabai (B)/Rajrani Meera (H) - 1933: Puran Bhakt (H) - 1933: Yahudi Ki Ladki (H/U) - 1934: Chandidas (H) - 1935: Devdas (B)/Devdas (H) - 1935: Dhoop Chhaon (H)/Bhagya Chakra (B) - 1935: Inquilab (H) - 1935: Karwan-e-Hayat (U) - 1936: Grihadah (B)/Manzil (H) - 1936: Karodpati (H) - 1936: Maya (B)/Maya (H) - 1936: Pujarin (H) - 1937: Anath Ashram (H) - 1937: Bidyapati (B)/Vidyapati (H) - 1937: Didi (B)/President (H) - 1937: Mukti (B)/Mukti (H) - 1938: Abhigyan (B)/Abhagin (H) | - 1938: Adhikar (B)/Adhikar (H) - 1938: Desher Mati (B)/Dharti Mata (H) - 1938: Dushman (H)/Jiban Maran (B) - 1938: Street Singer (H)/Saathi (B) - 1939: Bardidi (B)/Badi Didi (H) - 1939: Jawani Ki Reet (H)/Parajay (B) - 1939: Rajat Jayanti - 1939: Sapurey (B)/Sapera (H) - 1940: Abhinetri (B)/Haar Jeet (H) - 1940: Nartaki (B)/Nartaki (H) - 1940: Zindagi (H) - 1941: Doctor (H) - 1941: Parichay (B)/Lagan (H) - 1942: Meenakshi (B)/Meenakshi (H) - 1943: Kashinath (H) - 1943: Wapas (H) - 1944: Meri Bahen (H) - 1944: Udayer Pathey (B)/Hamrahi (H) - 1947: Ramer Sumati (B)/Chhota Bhai (H) - 1948: Anjangarh (B)/Anjangarh (H) - 1952: Mahaprasthaner Pathey (B)/Yatrik (H) - 1954: Bokul (B)/Bakul (H) |